# Amud 1
Amud 1 es el nombre de catálogo de un esquelo fósil de adulto de Homo neanderthalensis de unos 53 000 años de antigüedad, dentro del Tarantiense, que se encontró en julio de 1961 por el equipo de arqueólogos de Hisashi Suzuki en la cueva Amud, cercana al cauce Nahal Amud (Israel).
Se describió como un hombre, con una altura estimada de 1,78 m, considerablemente más alto que cualquier otro neandertal conocido, y su cráneo tiene, con mucho, la mayor capacidad craneal (1736 -1740 cm³) de todos los cráneos de homínido arcaico jamás encontrados, lo que lo convierte, según Ralph Holloway, en uno de los ejemplares de cráneo de neandertal más famoso.
El cráneo se encontró muy alto en la estratigrafía y no solo se mezcló con los artefactos del Paleolítico Superior, sino también con la cerámica de los niveles superiores. Debido a esto, las dos primeras fechas publicadas de Amud 1 y otros restos no se tomaron en serio cuando sugirieron un tiempo extremadamente reciente (según los estándares de neandertal) de 28 000 y 20 000 años. Desde entonces, ha sido re datados por ESR a aproximadamente 55 000 años.
Al igual que otros especímenes neandertales en el Levante (como los de Tabun C1 y Shanidar), el cráneo de Amud 1 es largo, ancho y bajo, con una nariz especialmente grande y una cara grande, un prognatismo medio facial pronunciado, un paladar y una mandíbula inferior grandes. Al contrario de otros neandertales del Cercano Oriente, su toro supraorbital es delgado y su barbilla, aunque todavía es mínima según los estándares humanos modernos, está algo desarrollada. Aunque Amud 1 es considerablemente más alto que cualquier otro neandertal conocido, su cuerpo es robusto y tiene extremidades cortas, al igual que los cuerpos adaptados al frío de los neandertales clásicos de Europa Occidental.
Suzuki inicialmente interpretó estas características como intermedias entre los neandertales de Levante (los especímenes de Tabun y Shanidar) y los humanos de Levante anatómicamente modernos (Skhul y Qafzeh). En 1995, Hovers et al. argumentaron que sus particularidades craneales y mandibulares lo hacían totalmente neandertal, y aunque fue rechazado por Belfer-Cohen (1998), esta es ahora la clasificación aceptada. Amud 1 es altamente progresivo para un neandertal y tiene muchos rasgos derivados compartidos con los primeros humanos anatómicamente modernos e incluso con los humanos modernos.
El esqueleto se encuentra actualmente en la Universidad de Tel Aviv, Israel. 